# Velika Črešnjevica
Velika Črešnjevica falu Horvátországban Verőce-Drávamente megyében. Közigazgatásilag Pitomacsához tartozik.

## Fekvése
Verőcétől légvonalban 18, közúton 20 km-re északnyugatra, községközpontjától légvonalban 5, közúton 7 km-re délnyugatra, Nyugat-Szlavóniában, a Drávamenti-síkság szélén, a Bilo-hegység lábánál, a Črešnjevica-patak partján, Otvovanec, Sedlarica és Mala Črešnjevica között fekszik. A megye egyik legnyugatibb települése. Határának déli részét már nagyrészt erdő borítja, melynek szélén (Črešnjevački brdo) szőlőt termesztenek.

## Története
A területén talált őskori leletek és későrómai sír bizonyítják, hogy ez a vidék már ősidők óta lakott volt. A falu déli részén, Sedlarica irányában egy a 13. században épített síkvidéki vár maradványai találhatók. A várat valószínűleg a tatárjárás után építették, hogy menedékül szolgáljon a környék lakosságának. Valószínűleg a török hódítás során 1540 körül pusztult el. A lakosság nagyrészt a biztonságosabb Nyugat-Magyarországra menekült. Ezután a terület több mint száz évig pusztaság volt.
Miután 1684-ben Verőcét felszabadították a török uralom alól a 17. század végén és a 18. század elején Kapronca, Kőrös, Szentgyörgyvár vidékéről, valamint Szlavóniának a török megszállástól korábban felszabadított területeiről új lakosságot telepítettek be. Az első időszakban a török megszállás alatt maradt kelet-szlavóniai területekről sok pravoszláv vallású határőrcsalád is érkezett. A katolikus hívek 1710-ben már a pitomacsai plébániához tartoztak. 1733-ban már 60 háztartást számláltak a településen.
1758-ban a szentgyörgyvári határőrezred alapításakor az ezred hatodik századának székhelye Pitomacsa lett. 12 település tartozott hozzá: Velika és Mala Črešnjevica, Sesvete Podravske, Suha Katalena, Kloštar Podravski, Kozarevac, Sedlarica, Grabrovnica, Otrovanec, Dinjevac, Kladare és Pitomacsa. Minden településen katonai őrállás volt a megfelelő személyzettel ellátva. Az első katonai felmérés térképén „Dorf Velika Czeressnijevicza” néven találjuk. Lipszky János 1808-ban Budán kiadott repertóriumában „Chresnyevicza” néven szerepel. Nagy Lajos 1829-ben kiadott művében „Chresnyevicza (Welika)” néven 119 házzal, 191 katolikus és 488 ortodox vallású lakossal találjuk. 1871-ben megszüntették a katonai közigazgatást és Belovár-Kőrös vármegye Szentgyörgyvári járásának része lett. Ezen belül Kloštar Podravski községhez tartozott. A 19. század végén jelentősebb betelepülés hullám volt a faluban, mely a közeli szénbányák megnyitásával volt kapcsolatban. Ezek a bányák egészen az 1960-as évek elejéig működtek.
A településnek 1857-ben 583, 1910-ben 1.392 lakosa volt. 1910-ben a népszámlálás adatai szerint lakosságának 49%-a horvát, 32%-a szerb, 11%-a magyar anyanyelvű volt. Az I. világháború után 1918-ban az új szerb-horvát-szlovén állam, majd később (1929-ben) Jugoszlávia része lett. 1937-ben megalakult a helyi önkéntes tűzoltóegylet. Már a két világháború között két bolt is üzemelt a településen. A II. világháború idején a lakosság szimpatizált a kommunistákkal, ezért a falu a partizánok egyik fontos támaszpontja volt és lakosságából sokan csatlakoztak a partizánokhoz. 1942-ben megalakították a helyi nemzeti felszabadító bizottságot, 1943-ban pedig az antifasiszta női front szervezetét, majd az ifjúsági szervezetet. A harcokban elesettek emlékére emlékművet és emléktáblát is helyeztek el a településen. A háború után a település a szocialista Jugoszláviához tartozott. Az új közigazgatási felosztásban előbb a szentgyörgyvári, majd 1955-től a verőcei járáshoz tartozott. 1958-ban bevezették az elektromos áramot. 1962-ben Szentgyörgyvár nagyközség része lett. 1971-ben aszfaltozták az utakat, majd vízvezetéket építettek. 1991-ben lakosságának 82%-a horvát, 9%-a szerb nemzetiségű volt. 1993-tól újra Verőce-Drávamente megye része. 2011-ben a településnek 515 lakosa volt.

## Lakossága
| Lakosság változása | Lakosság változása | Lakosság változása | Lakosság változása | Lakosság változása | Lakosság változása | Lakosság változása | Lakosság változása | Lakosság változása | Lakosság változása | Lakosság változása | Lakosság változása | Lakosság változása | Lakosság változása | Lakosság változása | Lakosság változása |
| ------------------ | ------------------ | ------------------ | ------------------ | ------------------ | ------------------ | ------------------ | ------------------ | ------------------ | ------------------ | ------------------ | ------------------ | ------------------ | ------------------ | ------------------ | ------------------ |
| 1857               | 1869               | 1880               | 1890               | 1900               | 1910               | 1921               | 1931               | 1948               | 1953               | 1961               | 1971               | 1981               | 1991               | 2001               | 2011               |
| 583                | 617                | 702                | 905                | 1.068              | 1.392              | 1.320              | 1.455              | 1.102              | 1.112              | 972                | 879                | 705                | 610                | 542                | 515                |

## Nevezetességei
- Szent József tiszteletére szentelt római katolikus kápolnája 1999-ben épült.
- Középkori vár maradványai a település déli részén.

## Oktatás
A település első iskolája 1790-ben nyílt meg. Első ismert tanítója Marko Bjelajac volt, aki 1825-től a 19. század közepéig oktatott itt. 1892-ben új iskolaépületet emeltek, mely ma is áll. Renoválták és a közösségi házat, valamint a tűzoltószerházat helyezték el benne. 2006-ban új iskolaépületet emeltek. A pitomacsai elemi iskolának négyosztályos alsó tagozatos területi iskolájaként működik.

## Sport
Az NK Bilogorac Velika Črešnjevica labdarúgóklubot 1978-ban alapították. A focipálya a település központjában van.